# Bathylana apalpalis
Bathylana apalpalis là một loài chân đều trong họ Cirolanidae. Loài này được Kensley miêu tả khoa học năm 1989.